# Sinnoh
Sinnoh (シンオウ地方, Shin'ō-chihō) is een fictieve regio in de Pokémonwereld. Het komt voor in de serie, en in de spellen Pokemon Diamond, Pearl, Platinum, Brilliant Diamond, Shining Pearl en Legends: Arceus. Het ligt ten noorden van de Kanto- en Johto-regio.
De regio bevat veel dorpen en steden, en kent een paar waterwegen. Het is een gevarieerde regio, met een grote berg (Mount Coronet) en drie meren (Lake Verity, Acuity en Valor) met elk een legendarische Pokémon. Het is het eerste Pokémonspel dat een landschap kent dat is bedekt met sneeuw. Het gebied kent ook een groot ondergronds grottenstelsel. De geografie van Sinnoh is gebaseerd op het Japanse eiland Hokkaidō.